# 阿貝爾 2744
阿貝爾 2744，暱稱為潘朵拉星系團，是一個巨大的星系團，在跨距30億光年的空間外，至少同時有4個較小、各自獨立的星系團存在其間，但這些星系的質量可能低於系統總質量的5%，高熱的氣體 (大約20%) 只在X光的波段中閃耀著，超過75%的星系團質量是暗物質。

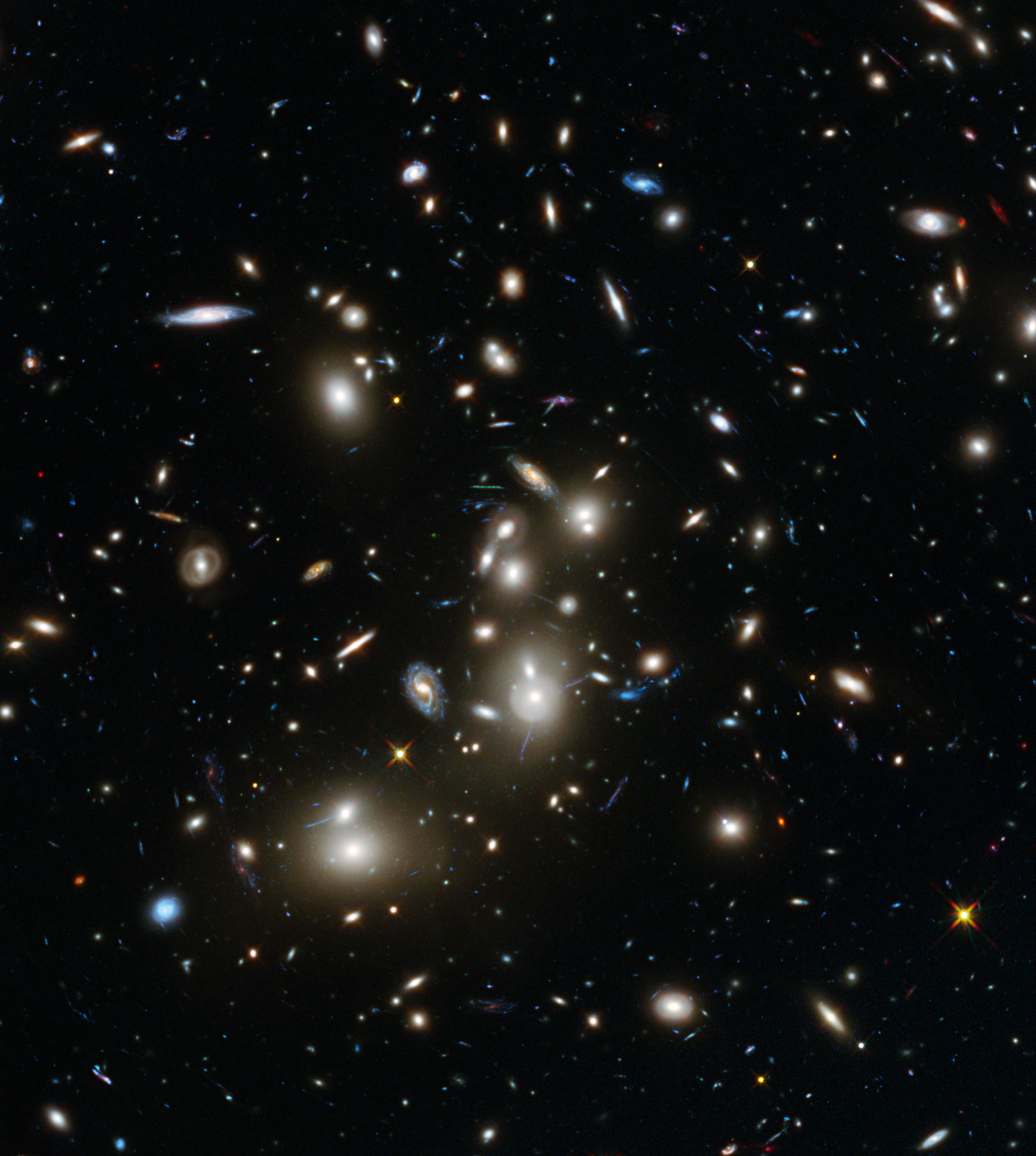
由哈伯邊疆場拍摄的阿贝尔2744（2014年1月7日）。
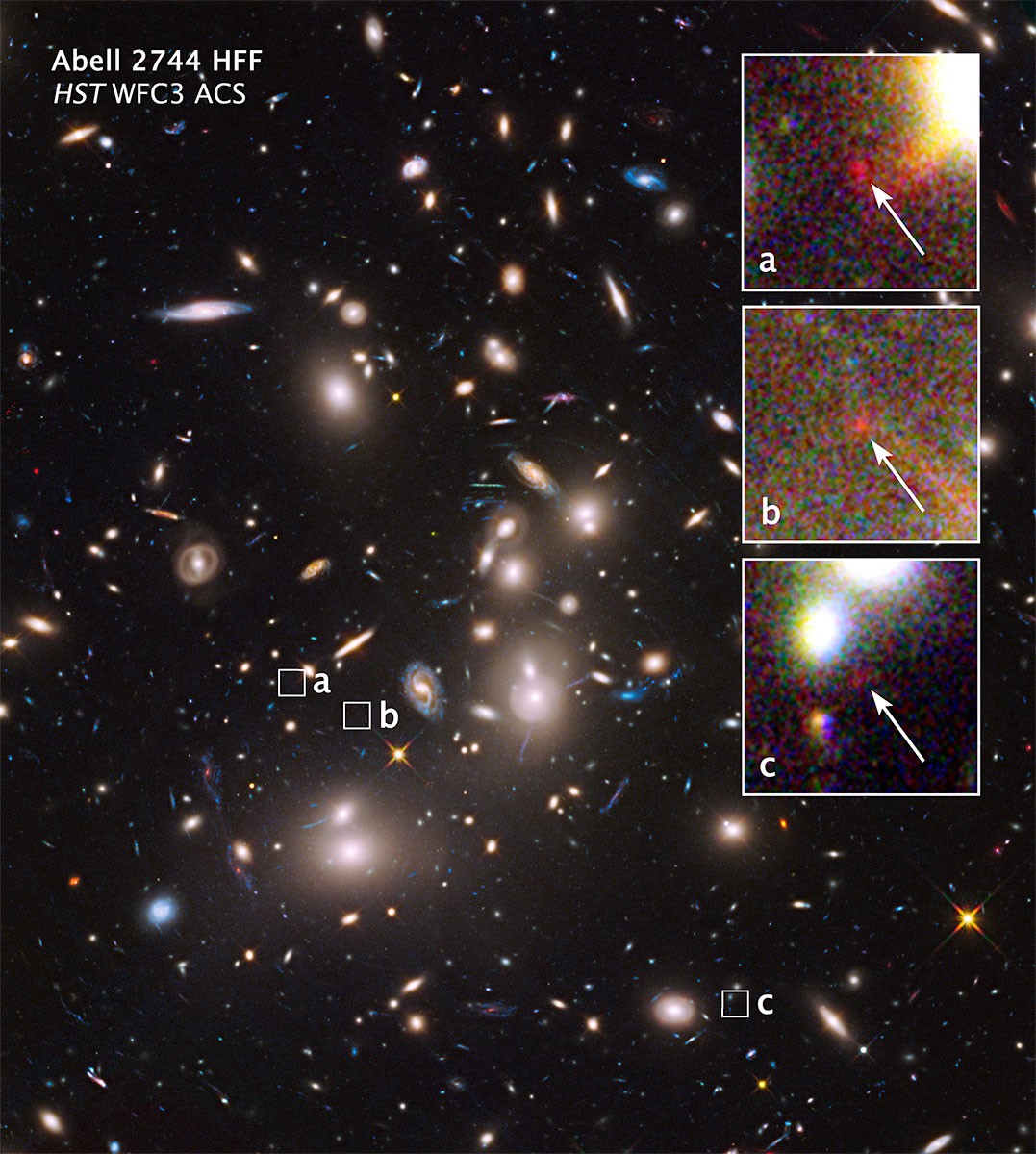
通过阿贝尔2744引力透镜效应发现的绝远星系群。 （2014年10月6日）

## 影像
可見光的影像 － 哈伯太空望遠鏡 (Lars Holm Nielsen et al) （页面存档备份，存于） 2011年2月9日更新
創建的阿貝爾 2744合成類比視頻 － 哈伯太空望遠鏡 (Lars Holm Nielsen et al) （页面存档备份，存于） 2011年2月9日更新
哈伯邊疆場影像 － 哈伯太空望遠鏡 （页面存档备份，存于） 2014年1月7日更新